# Adolf Pinner
Adolf Pinner (Wronki, 31 agosto 1842 – Berlino, 21 maggio 1909) è stato un chimico tedesco.
Pinner ha studiato presso il seminario di teologia ebraica di Breslavia e presso l'università di Berlino, dove ha conseguito il dottorato nel 1867. Nel 1871 è divenuto Privatdozent all'università di Berlino. nel 1873 è diventato assistente di chimica nella stessa università e nel 1874 docente di chimica presso la scuola di veterinaria di Belrlino. Nel 1884 è stato designato membro dell'ufficio brevetti tedesco e, l'anno seguente, della divisione tecnica del Dipartimento di Commercio prussiano. Ha ricevuto il titolo di Geheimer Regierungsrath.
Pinner è noto per la scoperta di una reazione di addizione nucleofila che porta il suo nome, la reazione di Pinner.

## Opere
Pinner è stato autore di numerosi saggi presso riviste specialistiche, tra i quali spiccano:
- Darstellung und Untersuchung des Butylchlorals, su Annalen der Chemie, CLXXIX., e su Berichte der Deutschen Chemischen Gesellschaft, 1870-77;
- Ueber Imidoäther su Annalen, CCXCVII. and CCXCVIII., anche su Berichte, 1877-97
(saggi che ha poi raccolto in un libro, intitolato Ueber Imidoäther und Dessen Derivate);
- Die Condensation des Acetons, su Berichte, 1881-83;
- Ueber Hydantoïe und Urazine, su Berichte, 1887-89;
- Ueber Nicotin, su Berichte, 1891-95, e su Archiv der Pharmazie, CCXXXI., CCXXXIII.;
- Ueber Pilocarpin, su Berichte, 1900-3.

Pinner è anche l'autore di Gesetze der Naturerscheinungen e di Repetitorium der Chemie, in 2 volumi, rispettivamente sulla chimica organica ed inorganica (11 ed., Berlino, 1902).
Gli ultimi lavori sono ben conosciuti dagli studenti tedeschi, e sono stati tradotti anche in inglese, russo e giapponese.